# Ma (cultura giapponese)

Un esempio di ma, inteso come "vuoto pieno di senso", utilizzato nell'arte: Shōrin-zu byōbu - parte sinistra di un dittico di Hasegawa Tōhaku, XVI sec. ca.

Ma (間?) è un termine giapponese che può essere tradotto come "intervallo", "spazio", "pausa" o "spazio vuoto tra due elementi strutturali". È un concetto estetico, filosofico e artistico, usato frequentemente anche nella quotidianità. Si riallaccia inoltre alla filosofia buddhista Mahāyāna, nella quale la dottrina del vuoto è centrale.

## Etimologia del carattere
Il kanji 間? combina graficamente 門?, kado, "porta" (ma anche "camera", "spazio", "periodo", "intervallo di spazio e di tempo", "periodo", "pausa"), e 日?, hi, "sole". Visivamente il suo significato richiama l'immagine di una porta aperta attraverso cui filtra la luce solare.
Questa immagine suggerisce un mondo espanso all'infinito, visto però attraverso la cornice limitata di un’apertura ordinaria, quotidiana.
In precedenza la variante del carattere era 閒?, aida, scritta con 月?, tsuki, "luna", anziché con "sole", e aveva il significato di "una porta attraverso le cui fessure fa capolino la luna".
Secondo Seigō Matsuoka il carattere ma 間? era in origine rappresentato come 真?, che significa "verità", "realtà", o anche "sincerità", "fedeltà".
In on'yomi (che deriva dal cinese 間T, 间S, jiànP, lett. ""spazio", "tra", "intervallo"") il carattere 間? si pronuncia:
- kan ("intervallo", "spazio", "tra", "fra", "discordia", "opportunità favorevole");
- ken ("sei piedi").

In kun'yomi si pronuncia:
- ai ("intervallo", "tra", "mezzo", "incrocio");
- aida o awai ("spazio", "intervallo", "gap", "tra", "fra", "in mezzo", "distanza", "tempo", "periodo", "relazione");
- ma ("spazio", "posto", "intervallo", "pausa", "riposo (in musica)", "tempo", "un po'", "piacere", "fortuna", "tempistica", "armonia"[7].

## Origini
Anche se risulta un concetto molto difficile o quasi impossibile da definire con precisione, il ma ha influenzato fortemente la cultura giapponese. Le sue origini si possono rintracciare nei pensieri filosofici giunti in Giappone attraverso i contatti con la Cina, ovvero buddhismo e taoismo.
Nel taoismo lo spazio vuoto è considerato importante quanto lo spazio pieno. Come nell'equilibrio armonioso tra yin e yang non c'è un elemento che prevale sull'altro, ma un continuo pareggio delle forze, così il vuoto e pieno sono in una relazione reciproca di compenetrazione e trasformazione. Questo rapporto di equilibrio dinamico è ben rappresentato dal simbolo centrale del taoismo, il taijitu, nel quale la parte bianca (yang, pieno) e la parte nera (yin, vuoto) sono separati ma allo stesso tempo connessi, complementari e alternati. Una parte del bianco è compresa nel nero, e viceversa, a dimostrazione dell'infinito movimento dei fenomeni, e della profonda identità tra pieno e vuoto, bene e male, ordine e caos.
Nel buddhismo il concetto di vuoto si esprime nella cosiddetta "vacuità" (空?, kū in giapponese, शून्यता Śūnyatā in sanscrito), attraverso la quale il fedele raggiunge l'illuminazione. Il praticante deve raggiungere la consapevolezza che la "vera natura" delle cose e dell'uomo è il vuoto: tutto è in fondo "vacuità", impermanente e assenza di un "io" concreto e stabile. Questa consapevolezza non si può raggiungere attraverso l'accumulazione continua di conoscenze teoriche, ma attraverso pratiche meditative. L'elemento ma è presente anche nelle arti derivate dallo Zen (poesia haiku, pittura e calligrafia, ikebana, arti marziali, teatro Nō, cerimonia del tè).
È inoltre riscontrabile la presenza di elementi legati al ma anche nella tradizione shintō. Il ma è percepibile nella disposizione degli spazi sacri, sempre lasciati aperti e quindi pronti ad accogliere i kami. Intorno al tipico altare shintō c'è infatti uno spazio vuoto delimitato da rocce chiarissime che segnano la separazione dello spazio sacro da quello profano. Il ma è presente anche negli alberi sacri, nei quali si credeva risiedessero temporaneamente i kami: essi sono circondati da corde sacre bianche, le shimenawa, che demarcano lo spazio sacro, vuoto, puro, aperto, nel quale il kami sarebbe vissuto. Questo spazio viene chiamato kekkai, termine che originariamente significava "valle, intervallo naturale", e che venne poi utilizzato per indicare lo spazio aperto nel quale il kami si sarebbe manifestato nel mondo. Si trattava quindi di uno spazio vuoto, di un ma sacro che l'energia vitale informe (ki) del kami avrebbe abitato. Nello Shintoismo è quindi fondamentale l'esistenza di intervalli sacri nello spazio. Inoltre è il kami stesso ad essere vuoto, senza una forma fissa, animato solo da soffi vitali di energia, immateriali.

### Spazio
Vi sono termini in cui ma ha un'accezione spaziale: 
- Kūkan (空間?), letteralmente "spazio vuoto";
- Madori (間取り?), "cogliere il ma", è la disposizione delle stanze in una casa;
- Cha no ma (茶の間?), "stanza del tè", è la stanza in cui si intrattengono gli ospiti e la famiglia si riunisce;
- Ima (居間?), è il salotto in stile occidentale;
- Toko no ma (床の間?) è l'alcova in cui vengono esposte calligrafie e composizioni floreali in linea con la stagione, una zona percepita come separata e sacra, elemento architettonico imprescindibile nelle case tradizionali giapponesi;
- Kagami no ma (鏡の間?), letteralmente "stanza degli specchi", è la stanza dietro il sipario del palcoscenico Nō, dove l'attore si prepara prima di fare il suo ingresso in scena, indossando la maschera e calandosi nella parte[7].

### Tempo
In altri vocaboli invece ma ha un'accezione più temporale:
- Jikan (時間?), "intervallo di tempo", è il vocabolo generico per esprimere un arco temporale, sottintendendone anche la durata;
- Shunkan (瞬間?), "momento, attimo, istante";
- Maniau (間に合う?), "fare in tempo", "essere in orario", ma più letteralmente "venire incontro al tempo";
- Mamonaku (間もなく?), letteralmente "non c'è tempo", significa "presto, subito", "immediatamente"[7].

### Relazioni
Inoltre ma si applica anche allo spazio emotivo-relazionale: nella parola 人間?, ningen ("essere umano", "umanità") implica l'idea che in uno spazio/tempo (間?, ma) si instauri un rapporto tra le persone (人?, hito). Un significato analogo è riscontrabile nelle parole 世間?, seken ("mondo", "società") o 仲間?, nakama ("compagni", "gruppo", "circolo").
Vi sono poi termini in cui ma assume entrambe le sfumature:
- Taema (絶え間?), "intervallo", "pausa", "interruzione";
- Majikai (間近い?), letteralmente "il ma è vicino", indica qualcosa vicino sia temporalmente che spazialmente[7];
- Nel kendō, Ma ai (間合い?) indica la distanza tra i due contendenti prevista dal regolamento, in cui essi si salutano e poi ingaggiano il combattimento. Non è solo intesa come lo spazio che li separa, ma anche come lasso di tempo.

La valenza soggettiva del ma si esplicita invece nelle frasi idiomatiche e nei vocaboli composti:
- Ma ga motanai (間が持たない?): "non sapere cosa fare col tempo che si ha a disposizione";
- Ma ga warui (間が悪い?): letteralmente "il ma non è buono", ossia provare un disagio, un imbarazzo;
- Manuke (間抜け?), letteralmente "omissione del ma", indica una persona goffa o sciocca, che non conosce il ma appropriato;
- Machigau (間違う?), letteralmente "il ma è diverso", significa "sbagliarsi", "commettere un errore"[14].

## Ilmanell'arte
Il ma è l'elemento centrale di tutte le discipline artistiche orientali. Il vuoto può essere considerato la categoria estetica giapponese per eccellenza, un elemento implicito ma fondamentale di ogni opera d'arte: solo grazie alla sua presenza le varie forme artistiche possono realizzare pienamente il loro potenziale estetico e semiotico. E più che una ricerca della bellezza in sé, come scopo, è importante il percorso, la Via (道?, dō), ovvero il superamento della dualità pieno-vuoto: "Nella loro tradizione pittorica, i pittori giapponesi cercano di creare un "vuoto pieno di senso" attraverso l'utilizzazione dello spazio bianco".
Lo studioso Marcello Ghilardi cita il Sutra del Cuore: "La forma non (è) differente dal vuoto, il vuoto non (è) differente dalla forma" (色不異空、空不異色?, shiki fu i kū, kū fu i shiki; sé bú yì kòng, kòng bú yì sèP).
Il vuoto è dunque un elemento fondamentale al pari delle forme, delle cose "piene". Non è possibile pensare al pieno senza pensare al vuoto, entrambi sono necessari per creare un'opera d'arte.

### Mainteso come vuoto
Nella cultura giapponese si può dire che "tutto" e "vuoto" coincidano, senza incorrere in un errore logico. Se in Occidente, sulla scia del pensiero greco, si è radicata l'idea dell'horror vacui (la paura del vuoto), e quindi un'idea negativa, privativa del vuoto (come il nihil latino, che è assenza, nulla negativo), in Oriente il vuoto è considerato come la condizione a priori perché il pieno (i fenomeni, le cose) possa esistere e operare. Secondo le filosofie taoista e zen, il vuoto è considerato come lo spazio necessario perché il soffio vitale (il ki) possa agire in un flusso continuo. Non è da ritenersi un vuoto assente, statico, immobile, ininfluente sull'insieme, ma un "vuoto utile", ricco di potenzialità espressive, attivo e fondamentale. È l'elemento spaziale e temporale all'interno del quale gli esseri "pieni" vivono e agiscono: senza di esso i fenomeni sarebbero condannati alla staticità e immobilità, e non potrebbero trasformarsi e procedere. Le filosofie taoista e zen abbracciano totalmente questo concetto di vuoto visto come matrice generatrice di tutti i fenomeni dell'universo e lo pongono al centro dell'esperienza del fedele. La parola, il pensiero razionale e gli studi dottrinali non possono far arrivare alla verità ultima, che si può cogliere solamente in una folgorazione improvvisa e spontanea, quando ci si immerge totalmente nel vuoto più profondo.

### Mae teatro Nō
Il ma si rivela anche nelle parole del fondatore del teatro Nō, Zeami Motokiyo. Egli scrisse nel suo trattato Kakyō (花鏡? lett. Lo specchio del fiore, 1424) che l'interesse di un'esibizione di teatro Nō sta nella "non-azione" (せぬところ?, senu tokoro), in quell'intervallo che separa le azioni e le battute degli attori. Esso non dev'essere percepibile dal pubblico, altrimenti da "non-azione" si trasformerebbe in "azione". È proprio attraverso questa concentrazione profonda della mente prima di agire, che si genera l'attenzione e l'emozione del pubblico. La perfezione artistica si ottiene solo quando l'attore riesce a raggiungere uno stato di vuoto interiore, un'assenza di ego, un "vedere distaccato" (離見の見?, riken no ken). Solo attraverso il ma l'arte può far sperimentare all'artista e al pubblico un punto di contatto con la realtà unica del Nulla (l'onnipervadente elemento buddhista).
L'attore Kunio Konparu (金春國雄?, Konparu Kunio), citato dallo studioso di arte buddista Richard B. Pilgrim, così afferma:

### Main pittura e calligrafia
Lo studioso François Cheng porta l'esempio di un tipico soggetto della pittura cinese di epoca Song o Yuan: la rappresentazione di un gruppo di montagne e di uno specchio d'acqua. Senza il vuoto tra di loro, fra i due elementi "pieni" intercorrerebbe un rapporto dualistico e di rigida dicotomia. Solo grazie all'elemento "invisibile", vuoto, ovvero le nuvole che si interpongono, riescono ad entrare in un rapporto dinamico di reciproco divenire: una parte della montagna tende verso l'acqua, e una parte dell'acqua si avvicina alla montagna. Lo spazio vuoto è quindi fondamentale in questo quadretto naturale: in virtù della sua presenza, pare che la montagna voglia sciogliersi nelle onde in un mélange armonioso, e contemporaneamente che l'acqua voglia, attraverso il vuoto, ergersi a formare una montagna. Il vuoto ha una funzione attiva e dinamica: spezza la rigidità, crea armonia e unifica gli elementi.
Nella pittura cinese e giapponese di matrice zen è centrale il concetto del tratto del pennello (一画?, ikkaku, yīhuàP): il segno tracciato da un pennello diventa, agli occhi di un pittore giapponese, la rappresentazione visiva dell'unione tra l'essere umano e l'energia vitale che anima l'universo. L'opera d'arte non è considerata come un mero oggetto estetico in sé, ma come "microcosmo ricreativo" dell'universo. Come nel macrocosmo universale, grazie allo spazio vuoto anche nel microcosmo dell'opera d'arte si attua la vita reale, autentica delle cose.
Lo studioso cinese Wang Wei, citato da François Cheng, spiega come il pittore orientale intenda "per mezzo di un piccolo pennello, ricreare l'immenso corpo del vuoto", ovvero l'intera energia vitale dell'universo e dei fenomeni Per un pittore orientale, un singolo tratto è al tempo stesso Yin-Yang, soffio vitale, pluralità degli esseri e dei fenomeni, unità originaria, singolarità del pittore: la compresenza di tante caratterizzazioni semiotiche differenti è possibile solo grazie all'elemento unificante del vuoto.  Come nell'universo i soffi vitali non potrebbero muoversi senza la presenza del vuoto, così in pittura le forze vitali rappresentate dai tratti pieni non potrebbero realizzarsi e fluire liberamente senza l'elemento attivo del vuoto. Il celebre pittore cinese Shitao afferma che il tratto di pennello è un "tratto di unione tra lo spirito dell'uomo e dell'universo".
L'opposizione vuoto-pieno si rivela centrale: non è solo un contrasto tecnico utilizzato dal pittore per creare profondità e senso dello spazio, ma è una vera "entità vivente" e dinamica.
La presenza attiva del vuoto si vede pienamente nei kakemono o emakimono, rotoli appesi sulla parete di fondo della sukiya, la struttura architettonica nella quale tradizionalmente si celebrava la cha no yu, la cerimonia del tè. La tecnica prediletta per questi rotoli appesi era la sumi-e, una tecnica di origine cinese a base di acqua e inchiostro. Un'opera nello stile sumi-e non è un'esibizione di tecniche raffinate o di bellezza in sé, ma uno spazio dove poter meditare e sperimentare il vuoto. Per poter essere un pittore raffinato non bastano pratica assidua e grande abilità tecnica. È necessario che il pittore crei il vuoto dentro di sé. Il pittore deve attraversare un vero e proprio stadio di "purificazione psicofisica".
Infatti secondo le filosofie zen e taoista, l'arte non è solo una pratica estetica, ma si carica di profondi significati spirituali, sempre legati strettamente al concetto di vuoto. Lo studioso Aldo Tollini precisa che "illuminazione e supremo apprezzamento estetico sono due aspetti complementari e inscindibili", e l'esperto di estetica Marcello Ghilardi afferma: "...qui si innesta lo Zen e contribuisce a connotare la cifra specifica dell'arte giapponese... l'attuazione, la messa in pratica del vuoto"
Dipingere era considerato dagli artisti del tempo al pari di una pratica meditativa. Il pittore dipingeva non per trovare il bello, ma per realizzare nella pratica la profonda unione tra se stesso e l'universo, tra il relativo e l'assoluto. Era una manifestazione dell'illuminazione, una rappresentazione estetica del satori buddhista.
Ritroviamo lo stesso valore spirituale anche in un'altra disciplina tipicamente orientale, la calligrafia. In Cina e in Giappone calligrafia e pittura sono infatti arti tecnicamente molto simili: gli strumenti sono gli stessi, ovvero pennello, inchiostro e carta. Anche dal punto di vista semantico si rivelano essere estremamente affini, in quanto entrambe sono considerate tecniche pittorico-meditative volte alla ricerca e alla sperimentazione del vuoto. Anche il calligrafo, esattamente come il pittore, deve intraprendere un percorso di "svuotamento" e di preparazione psico-fisica, prima di poter iniziare a scrivere. Egli deve riuscire a padroneggiare la "pratica del vuoto", tracciando col pennello caratteri in cui bianco e nero, vuoto e pieno si equilibrino perfettamente. Il singolo carattere deve risultare completo e armonioso quasi fosse un dipinto completo a sé stante. Come in un quadro, lo spazio bianco che circonda i caratteri non è immobile, ma sembra muoversi intorno ad essi, come un'energia vitale dinamica (il ki). Più aumenta lo spazio vuoto intorno ad un carattere, più esso sembra emergere ed essere "vivo" e libero.
Oltre che tra i vari elementi del dipinto e tra i diversi tratti di un carattere, il vuoto si manifesterebbe fin dal momento della pennellata, quando l'uso di piccole quantità di inchiostro, le pennellate più secche, rivelerebbero nel segno impresso sulla carta degli spazi bianchi e aperti. Il vuoto intorno alle pennellate permette ai tratti stessi di esistere, e allo stesso tempo manifesta il perfetto stato di vacuità interiore realizzatosi all'interno del pittore.
La dialettica vuoto-pieno, varierebbe anche a seconda della pressione esercitata dalla mano del pittore: un tratto può essere più carico di colore o impresso sulla carta con più pressione, e un altro "svuotato" di colore e pressione. Ogni tratto è frutto di una diversa energia spontanea.